# Domaradz (Opole)
Pour l’article homonyme, voir Domaradz.
Domaradz est une localité polonaise de la gmina de Pokój, située dans le powiat de Namysłów en voïvodie d'Opole.